# Assala Nasri
Assala Mostafa Hatem Nasri (en árabe: أصالة مصطفى حاتم نصري‎, Damasco, Siria, 15 de mayo de 1969), más conocida como Assala Nasri, es la cantante siria más famosa y popular en el mundo árabe. Es hija del compositor sirio Mostafa Nasri. Comenzó su vida artística cantando profesionalmente a los 6 años cantando en anuncios en la Tele Siria.
Obtuvo la ciudadanía bareiní a través del rey de Baréin, Hamad bin Isa Al Khalifa, unos días después de que ella realizara una actuación en la opereta Love and Loyalty en celebración del Día de la Independencia de Baréin. Tiene las ciudadanías siria, bareiní y egipcia.

## Discografía
Su trayectoria consta de más de 20 álbumes de estudio. Su primer sencillo, "Law Ta'rafou", fue grabado en Egipto en 1993. Le siguieron Ouala Tssadak, Ighdad, Ghayar Aoui, Alli gara, Rahal, El Mouchtaka, Tawàam Errouh, Albi Biértahlak, Ya Magnoun, Yamine Allah, Ya Akhi Esàal y  E3tif Habibi.

### Álbumes de estudio
- Ya Sabra Yana (1992)
- Assala Performs Umm Kulthum (1992)
- O'zorni (1991)
- Ghayar Awi (1993)
- Taw'am Al Rouh (1994)
- Ighdab (1994)
- Wala Tessadda' (1995)
- Rahal (1996)
- Erja' Laha (1996)
- Al Mushtaka (1997)
- Albi Biyertahlak (1998)
- Ya Magnoun (1999)
- Moshtaqah (2001)
- Ya Akhi Es'al (2002)
- Yamin Allah/Haqiqat Waqe'i (2001)
- Ad El Horouf (As much as the number of letters) (2003)
- Awgat (2004)
- Aadi (2005)
- Hayati (2006)
- Sawaha Galbi (2007)
- Nos Halah (2008)
- Qanoun Kaifik (2010)
- Shakhsiya Aneeda (2012)
- 60 De'ee'a Hayah (2015)
- Alleg El Deneia (2016)
- Mohatamma Bel Tafasil (2017)
- gabo serto(2019)
- Fi Orbak (2020)